# Waitaki District
Waitaki District är en territoriell myndighet på Sydön i Nya Zeeland, den ligger i regionerna Canterbury och Otago. Waitaki District är det enda distriktet på Sydön som ligger i två regioner, den huvudsakliga anledningen till denna indelning är att samla Waitakiflodens hela avrinningsområde inom samma politiska enhet. Distriktet täcker flodens mycket breda svämkägla och sträcker sig inåt landet längs med dess stränder. Oamaru är administrativt centrum och distriktet hade 22 308 invånare vid folkräkningen 2018.
Waitaki District skapades 1989 genom en sammanslagning av Waitaki County, Waihemo County, Palmerston Borough och Oamaru Borough.

## Ekonomi
Distriktets arbetskraft bestod 2013 av 9 560 anställda i 2 884 företag.
De fem största industrierna sett till antal anställda är:
- tillverkningsindustri (19,4%)
- jordbruk, skogsbruk och fiske (14,9%)
- detaljhandel (10,6%)
- hälso- och sjukvård, samt socialtjänst (9,8%)
- hotell- och restaurangtjänster (7,3%)

Procenttalen anger andel av det totala antalet anställda.

## Befolkning
| Befolkningsutvecklingen i Waitaki District 1991–2018 | Befolkningsutvecklingen i Waitaki District 1991–2018 | Befolkningsutvecklingen i Waitaki District 1991–2018 | Befolkningsutvecklingen i Waitaki District 1991–2018 | Befolkningsutvecklingen i Waitaki District 1991–2018 |
| ---------------------------------------------------- | ---------------------------------------------------- | ---------------------------------------------------- | ---------------------------------------------------- | ---------------------------------------------------- |
|                                                      |                                                      |                                                      |                                                      |                                                      |
| År                                                   |                                                      |                                                      | Folkmängd                                            |                                                      |
| 1991                                                 | 1991                                                 |                                                      | 21 888                                               |                                                      |
| 1996                                                 | 1996                                                 |                                                      | 21 573                                               |                                                      |
| 2001                                                 | 2001                                                 |                                                      | 20 085                                               |                                                      |
| 2006                                                 | 2006                                                 |                                                      | 20 223                                               |                                                      |
| 2013                                                 | 2013                                                 |                                                      | 20 829                                               |                                                      |
| 2018                                                 | 2018                                                 |                                                      | 22 308                                               |                                                      |
|                                                      |                                                      |                                                      |                                                      |                                                      |